# Kit Lathrop
Kit Lathrop é um ex-jogador profissional de futebol americano estadunidense. Ele foi campeão da temporada de 1987 da National Football League jogando pelo Washington Redskins.